# Serhij Bondartschuk

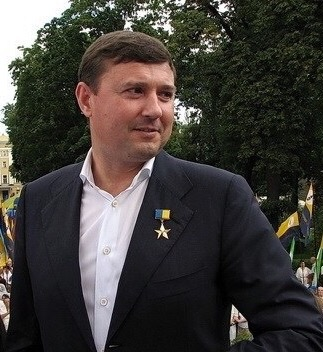
Serhij Bondartschuk 2016

Serhij Wassylowytsch Bondartschuk (ukrainisch Сергій Васильович Бондарчук; * 31. Oktober 1971 in Kiew, Ukrainische SSR) ist ein ukrainischer sozialer Aktivist, Politiker und Unternehmer.
Bondartschuk absolvierte 1993 die Kiewer Militärhochschule und schloss 2004 ein Wirtschaftsstudium an der Nationalen Taras-Schewtschenko-Universität in Kiew ab. 2002 wurde er Abgeordneter in der Werchowna Rada, dem Parlament der Ukraine.
Im März 2005 wurde er vom Präsidenten der Ukraine Wiktor Juschtschenko zum Generaldirektor des staatlichen Unternehmens für Ex- und Import von militärischen Produkten und Dienstleistungen „Ukrspetsexport“ (Укрспецекспорт) ernannt.
2010 erhielt er vom ukrainischen Präsidenten für herausragende persönliche Verdienste für den ukrainischen Staat in der Entwicklung von militärisch-technischer Zusammenarbeit, die Förderung des internationalen Ansehens der Ukraine und viele Jahre fruchtbarer Arbeit als Generaldirektor des Unternehmens „Ukrspetsexport“ die höchste ukrainischen Ehrung Held der Ukraine.